# Frederik Ahlefeldt (1702-1773)
 Der er flere personer med dette navn, se Frederik Ahlefeldt.
Frederik lensgreve (von) Ahlefeldt (født 29. december 1702, død 18. april 1773) var en dansk godsejer og officer, bror til Ulrik Carl, Vilhelm Carl og Conrad Vilhelm Ahlefeldt.

## Biografi
Frederik Ahlefeldt, lensgreve til Langeland m.m., var ældste søn af Carl Ahlefeldt. Efter faderens død 1722 blev de store slesvigske godser bortsolgt, og han overtog grevskabet Langeland og de andre rige besiddelser i kongeriget. Hans militære karriere falder først efter krigene i århundredets begyndelse, idet han 1724 blev kaptajn og kompagnichef ved Kronprinsens Regiment og 1728 kaptajn ved Livgarden til Fods. 28. april 1730 blev han gift med Birthe Holstein (28. april 1705 – 9. november 1735), og som var en datter af gehejmeråd Christian Frederik Holstein og enke efter gesandten, generalløjtnant Johann Friedrich von Bothmer. Ahlefeldt, som i årenes løb blev kammerherre 1723 og Ridder af Dannebrog 1729, opnåede efterhånden de forskellige grader i Hæren, idet han 1730 blev oberstløjtnant ved generalmajor Schubarts regiment og 1747 generalmajor i rytteriet, indtil han 1754 blev generalløjtnant og begav sig som sådan til Armeen, der i anledning af stridighederne med det holsten-gottorpske fyrstehus var samlet i Slesvig og Holsten 1758.
I året 1760, 10. oktober giftede han sig for anden gang med Marie Elisabeth von Ahlefeldt, der var født 25. december 1719, og som var hoffrøken hos prinsesse Louise; hun var en datter af Bendix von Ahlefeldt til Haselau og døde 23. januar 1769. 1761 blev Ahlefeldt udnævnt til general, og da Hæren 1762 rykkede i felten under kommando af general Claude-Louis de Saint-Germain, fik Ahlefeldt kommandoen over dens reserve, hvoraf han detacherede en del ind i Mecklenburg og lejrede sig med resten i nærheden af Lübeck. Da felttoget kort efter blev opgivet, afgav han kommandoen og trak sig tilbage til sine godser.
22. august 1765 oprettede han af godserne på Langeland stamhuset Ahlefeldt for sig og sine efterkommere, således at stamhuset og grevskabet Langeland stedse skulle følge hinanden og arves i hans slægt. I året 1770 fik han enkedronningens orden de l'union parfaite. Han tilbragte sine sidste år på Tranekær Slot, som han ombyggede, og døde 18. april 1773.